# Noviciat
Noviciat ali novinstvo (latinsko noviciatus; italijansko noviziato; angleško novitiate, noviciate), je obdobje usposabljanja in priprave, ki ga opravi krščanski novinec (starinsko tudi novic;) ali morebitni meniški pripravnik ali član reda, preden napravi redovniške zaobljube. V tem času naj bi predstojniki razločili, ali redovniški kandidat res ima redovniški poklic in ali ga lahko pripustijo k redovniškim zaobljubam. Pogosto priprava vključuje obdobje pojačanega učenja, krščanske molitve in prejemanja zakramentov, načrtnejšega samospoznavanja in askeze, življenja v skupnosti, preučevanja redovniške ureditve in pravil ter poglabljanja osebnega odnosa s Kristusom. 

## Noviciat v Katoliški Cerkvi

### Zgodovina
Noviciat izvira iz zgodovinskih začetkov  posvečenega krščanskega življenja in vsebuje tri osnovne prvine: uboštvo, čistost in pokorščino. Že sveti Pahomij (292-348) in sveti Benedikt govorita o njem v svojih »Meniških pravilih«. Papež Gregor Veliki je leta 595 obdobje noviciata uvedel kot obvezno za vse redovniške pripravnike.

### Trajanje noviciata
V Katoliški Cerkvi traja kanonični čas noviciata eno leto; v primeru dodatnega podaljšanja se ne sme podaljšati na več kot dve leti. V Vzhodnih Cerkvah – tako pravoslavnih kot grškokatoliških - navadno traja noviciat kar skozi tri leta, da novinec lahko postane menih ali nuna (kaludžer, monahinja). V vsakem primeru pa je noviciat primerno obdobje, da novinec bolje spozna skupnost, v katero želi vstopiti in da njega bolje spozna tista skupnost, ki ga želi sprejeti v svoje vrste: "Kandidat postopoma spoznava družbo ali red, ta pa more preverjati njegove zmožnosti za redovniško življenje." Novinec bi si potemtakem moral prizadevati za poglobitev svojega osebnega odnosa z Bogom in odkrivanje skupnostne duhovne karizme; skupnost pa bi mu morala pomagati postopno vključevanje v nov način življenja z razumevanjem, prijaznostjo in dobrim zgledom. Noviciat v mnogih skupnostih vključuje osredotočen in točno določen dnevni red molitve, učenja, premišljevanja in omejene duhovniške dejavnosti, če je novinec že duhovnik. Noviciat mora trajati neprekinjeno; zaradi odsotnosti, ki traja s presledki ali skupaj več ko 3 mesece, postane noviciat neveljaven; odsotnost, ki pa presega 15 dni, se mora nadomestiti.

### Zakonik cerkvenega prava določa glede noviciata
| Codex iuris canonici | Zakonik cerkvenega prava |
| --- | --- |
| DE NOVITIATU ET NOVITIORUM INSTITUTIONS Canon 646 Novitiatus, quo vita in instituto incipitur, ad hoc ordinatur, ut novitii vocationem divinam, et quidem instituti propriam, melius agnoscant, vivendi modum instituti experiantur eiusque spiritu mentem et cor informent, atque ipsorum propositum et idoneitas comprobentur. | NOVICIAT IN VZGOJA NOVINCEV Kanon 646 Noviciat, s katerim se začne življenje v ustanovi, je naravnan v to, da novinci bolje spoznajo božji klic, ki je lasten ustanovi, preizkusijo način življenja ustanove, izoblikujejo miselnost in srce v njenem duhu, njihov namen in sposobnost pa dobita potrditev. |

### Značilnosti noviciatskega obdobja
V mnogih meniških skupnostih novinci imajo takoimenovano preobleko; nato nosijo oblačila, ki se razlikujejo od posvetnih oblačil. Pri salezijancih na primer nosijo obojni enako redovniško obleko; v nekaterih meniških skupnostih pa se razlikuje habit novincev in sobratov z zaobljubami. 
Dan novinca običajno vključuje preučevanje pravil in konstitucij, ročno delo, verouk in skupno igro. Redno prejemajo zakrament spovedi, se udeležujejo mašne daritve, poleg tega pa magister preizkuša njihovo ponižnost in ubogljivost.
Novinec mora pred vstopom v noviciat opraviti vsaj dveletno preizkušnjo v tkim. aspirantatu, postulatu ipd. Novinec lahko kadar koli zapusti noviciat; redno pa ga odpustijo predstojniki s kakim razlogom, ki pa mu ga niso dolžni povedati. Ob koncu noviciata imajo novinci možnost, da napravijo prve, tj. začasne redovniške zaobljube. Kdor se ne čuti zmožnega za ta korak, ki vključuje obveznost celibata in ne napiše prostovoljno ustrezne prošnje, mora zapustiti skupnost. Po cerkvenih predpisih opravijo člani trajne oziroma večne zaobljube šele po več letih redovnega življenja. 
Izraz »noviciat« se nanaša tudi na stavbo, hišo ali območje, namenjeno bivanju novincev ali njihovim drugim potrebam, kot so verska dejavnost, razvedrilo in izobraževanje.